# Admir Kecap
Admir Kecap (in serbo Адмир Кецап?; Novi Pazar, 25 novembre 1987) è un calciatore serbo, attaccante del Josanica.

## Carriera

### Club
Il 13 luglio 2018 viene acquistato a titolo definitivo dalla squadra serba del Metalac.